# Denise Bottmann
Denise Guimarães Bottmann (Curitiba, 1954) é uma tradutora brasileira.

## Biografia
Denise Bottmann é formada em história pela UFPR (1981) e mestra em história pela Unicamp (1985), onde também cursou doutorado em filosofia, sem o concluir. Foi professora da Unicamp entre 1983 e 1996. É pesquisadora em história da tradução no Brasil.
Começou a trabalhar como tradutora em 1984. Traduziu, entre outros, Walden, de Henry David Thoreau, e obras de Hannah Arendt, Marguerite Duras e Edward Said.
Criou em 2008 o blog Não Gosto de Plágio, em que denunciava a publicação, por editoras brasileiras, de plágios de traduções de autores clássicos. Por causa do blog, foi processada pelas editoras Landmark e Martin Claret.
Ganhou em 2013 o Prêmio Paulo Rónai pela sua tradução de Mrs Dalloway, de Virginia Woolf, e no ano seguinte o Prêmio Jabuti, terceiro lugar, por uma outra tradução de Woolf, Ao Farol. Em 2015, recebeu o Prêmio ABL de Tradução por Aguapés, de Jhumpa Lahiri.

## Obras
- 1997 - Padrões Explicativos na Historiografia Brasileira (Ed. Aos Quatro Ventos)